# Andy Hamilton
Andrew ("Andy") Hamilton (Stoke-on-Trent, 16 maart 1967) is een Engels darter die in 2004 actief werd binnen het circuit van de PDC. Wegens zijn vermogen om tegenstanders op het bord uiterst effectief te overwinnen, luistert Hamilton naar de bijnaam The Hammer.
Hamiltons eerste televisieoptreden was in 2004 op het Budweiser UK Open. Zijn echte doorbraak volgde tijdens het Ladbrokes World Darts Championship van 2005, waar hij als kwartfinalist achtereenvolgens Mark Thomson, Mick Manning, Steve Beaton en Josephus Schenk versloeg alvorens door oudgediende en voormalig wereldkampioen Bob Anderson te worden verslagen. Een jaar later was Phil Taylor te sterk in de 3e ronde in Purfleet.
In 2006 reikte Hamilton tot de halve finales van het Stan James World Matchplay na winstpartijen op Peter Manley, Adrian Lewis en Wayne Mardle. Phil Taylor was Hamilton in Blackpool wel de baas (17-11) en schreef later de toernooizege bij op zijn palmares. Op het Ladbrokes World Darts Championship 2007 reikte hij tot de halve finale na zeges op Gary Welding (3-0), Mark Dudbridge (4-3), Dennis Priestley (4-1) en Terry Jenkins (5-4), alvorens te verliezen van Phil Taylor (6-0 in sets). In 2012 haalde hij de finale van het World Darts Championship, waarin hij verloor met 7-3 van Adrian Lewis.
Als onderdeel van zijn beslissing om een jaar uit de wedstrijd te stappen, besloot Andy om vanaf april 2018 belangrijke BDO-toernooien te gaan gooien. Hij bereikte de finale van de BDO Welsh Open die hij met 6-3 verloor van Mike Warbuton en de kwartfinale van de Belgium Open en de Denmark Open. Halverwege augustus bereikte hij de 27e plaats in de BDO ranking. Hij moest nu één kwalificatieronde spelen op het BDO World Darts Championship 2019, maar verloor van David Cameron uit Canada.

## Resultaten op Wereldkampioenschappen

### BDO
- 2019: Voorronde (verloren van David Cameron met 0-3)
- 2020: Laatste 16 (verloren van Wayne Warren met 1-4)

### PDC
- 2005: Kwartfinale (verloren van Bob Anderson met 1-5)
- 2006: Laatste 16 (verloren van Phil Taylor met 0-4)
- 2007: Halve finale (verloren van Phil Taylor met 0-6)
- 2008: Laatste 32 (verloren van Alex Roy met 1-4)
- 2009: Laatste 16 (verloren van Jelle Klaasen met 1-4)
- 2010: Laatste 16 (verloren van James Wade met 3-4)
- 2011: Laatste 32 (verloren van Robert Thornton met 0-4)
- 2012: Runner-up (verloren van Adrian Lewis met 3-7)
- 2013: Kwartfinale (verloren van Phil Taylor met 0-5)
- 2014: Laatste 32 (verloren van Richie Burnett met 1-4)
- 2015: Laatste 16 (verloren van Peter Wright met 0-4)
- 2016: Laatste 64 (verloren van Joe Murnan met 2-3)
- 2021: Laatste 96 (verloren van Nico Kurz met 1-3)

### WSDT (Senioren)
- 2024: Kwartfinale (verloren van John Henderson met 1-3)

## Resultaten op de World Matchplay
- 2006: Halve finale (verloren van Phil Taylor met 11-17)
- 2007: Laatste 16 (verloren van Adrian Lewis met 9-13)
- 2008: Laatste 32 (verloren van Michael van Gerwen met 12-14)
- 2009: Laatste 32 (verloren van Gary Anderson met 6-10)
- 2010: Laatste 32 (verloren van Co Stompé met 10-12)
- 2011: Halve finale (verloren van Phil Taylor met 9-17)
- 2012: Kwartfinale (verloren van Phil Taylor met 11-16)
- 2013: Kwartfinale (verloren van Adrian Lewis met 17-19)
- 2014: Laatste 16 (verloren van Dave Chisnall met 10-13)
- 2015: Laatste 16 (verloren van Phil Taylor met 6-13)

## Gespeelde WK-finales
- 2012: Adrian Lewis - Andy Hamilton 7 - 3 ('best of 13 sets')